# Patrick Le Hyaric
Patrick Le Hyaric (Orléans, 4 febbraio 1957) è un giornalista e politico francese.
Membro del Partito Comunista Francese, è stato presidente e direttore del gruppo L'Humanité dal 2000 al 2020. È stato membro del Parlamento europeo dal 2009 al 2019.

## Biografia

### Origini e carriera giornalistica
Figlio di agricoltori, Patrick Le Hyaric ha studiato agraria e ha lavorato nell'azienda agricola di famiglia in Bretagna. Dopo aver studiato giornalismo, ha trovato lavoro presso il settimanale La Terre, di cui è diventato direttore generale nel 1989. Nel 2000 è succeduto a Pierre Zarka come direttore del quotidiano L'Humanité, carica che ha ricoperto fino al 2021. È anche presidente dell'Association pour le pluralisme de la presse.

### Carriera politica
Patrick Le Hyaric è stato segretario federale del dipartimento Morbihan del Partito Comunista Francese (PCF) e consigliere comunale di Lorient dal 1983 al 1989. Nel 1985 si è trasferito a Parigi per lavorare come assistente parlamentare di André Lajoinie.
Nel 1990 è entrato a far parte del Comitato centrale del PCF e poi del Consiglio nazionale. È stato anche consigliere comunale a La Courneuve dal 1989 al 2001, dove ha presieduto il gruppo dei comunisti eletti.
Ha guidato la lista del PCF nella circoscrizione Francia occidentale alle elezioni europee del 2004, dove ha ottenuto il 4,10% dei voti.
Capo della lista del Front de gauche (che comprende il PCF, il Partito di Sinistra e la Sinistra Unita) nella circoscrizione Île-de-France alle elezioni europee del giugno 2009, è stato eletto deputato europeo il 7 giugno 2009. È membro del gruppo confederale della Sinistra Unitaria Europea/Sinistra Verde Nordica (GUE/NGL).
Nel giugno 2010, Patrick Le Hyaric è stato indicato dal segretario nazionale del PCF Pierre Laurent come uno dei candidati alla presidenza del partito, insieme ad André Chassaigne e Alain Bocquet.
Alle elezioni legislative del 2012 è stato il candidato del Front de gauche nella nuova sesta circoscrizione di Seine-Saint-Denis, che comprende le città di Aubervilliers e Pantin. Con il 17,33% dei voti espressi, era in grado di presentarsi al secondo turno, ma ha preferito ritirarsi a favore della candidata socialista Elisabeth Guigou, nello spirito della "disciplina repubblicana" a cui tradizionalmente aderiscono i partiti di sinistra (al ritiro di Patrick Le Hyaric è corrisposto il ritiro dei candidati socialisti nelle circoscrizioni in cui un candidato del Front de gauche è arrivato primo).
Ha fatto parte della lista di Pascal Beaudet, che ha vinto le elezioni comunali del 2014 ad Aubervilliers. È stato eletto consigliere comunale.
Ha guidato nuovamente la lista del Front de gauche nella regione dell'Île-de-France per le elezioni europee del maggio 2014 ed è stato rieletto deputato europeo il 25 maggio 2014.
Dal 2009 al 2019 è stato vicepresidente del gruppo confederale della Sinistra unitaria europea/Sinistra verde nordica.
Alle elezioni legislative del 2017, Patrick Le Hyaric è stato nuovamente candidato nella sesta circoscrizione di Seine-Saint-Denis. Con l'8,76% dei voti espressi, non si è qualificato per il secondo turno.
Nel novembre 2017, mentre faceva parte di una delegazione di rappresentanti eletti che intendeva visitare la Palestina per incontrare, tra gli altri, Marouane Barghouti e Salah Hamouri, le autorità israeliane hanno annunciato il divieto di ingresso nel Paese.
Al terzo posto della lista del Partito Comunista Francese (PCF) "Per l'Europa dei popoli, contro l'Europa del denaro" guidata da Ian Brossat alle elezioni europee del 2019, non è stato rieletto.

### Mandati
Mandato parlamentare
- Membro del Parlamento europeo per la circoscrizione Île-de-France (2009-2019)
  - Membro della commissione per l'occupazione e gli affari sociali
  - Membro della Commissione d'inchiesta su presunte violazioni e cattiva amministrazione nell'applicazione del diritto dell'UE in materia di riciclaggio di denaro, evasione e frode fiscale
  - Membro della delegazione per le relazioni con la Palestina
  - Membro della delegazione all'Assemblea parlamentare dell'Unione per il Mediterraneo

Cariche locali
- Consigliere comunale di Lorient (1983-1989)
- Consigliere comunale di La Courneuve (1989-2001)
- Consigliere comunale di Aubervilliers (2014-2020)

### Vita privata
Il figlio Stéven Le Hyaric è un ex ciclista d'avventura, che nel 2018 ha attraversato l'intero Himalaya nepalese (2.000 km e 90.000 m di ascesa) in mountain bike e alpinismo in 51 giorni. Stéven Le Hyaric è inoltre fondatore delle Gravelman Series, avventure che mirano a tornare all'essenza stessa del ciclismo su percorsi leggendari.

## Pubblicazioni
- Le pacte des rapaces, Éditions de L'Humanité, 2011 ISBN 978-2-902174-11-9
- L'Europe des peuples nous appelle, Éditions de L'Humanité, 2012 ISBN 978-2-902174-13-3
- Grand marché transatlantique: Dracula contre les peuples, Saint-Denis, Éditions de L'Humanité, 2013, 255 p. ISBN 978-2-902174-14-0
- con Adoracion Guaman e Jorge Conesa, Le Traité avec le Canada mis à nu: Un décryptage complet du traité de libre-échange entre l'Union européenne et le Canada, Éditions de L'Humanité, 2016, 134 p. ISBN 978-2-902174-20-1
- Les raisons de la guerre en Ukraine, Éditions de L'Humanité, 2022, ISBN 978-2902174690